# Ivan Jevhenovics Petrjak
Ivan Jevhenovics Petrjak (ukránul: Іван Євгенович Петряк; Szmila, 1994. március 13. –) ukrán válogatott labdarúgó, a Csornomorec Odesza játékosa, kölcsönben a Sahtar Donecktől.

## Pályafutása

### Klubcsapatokban

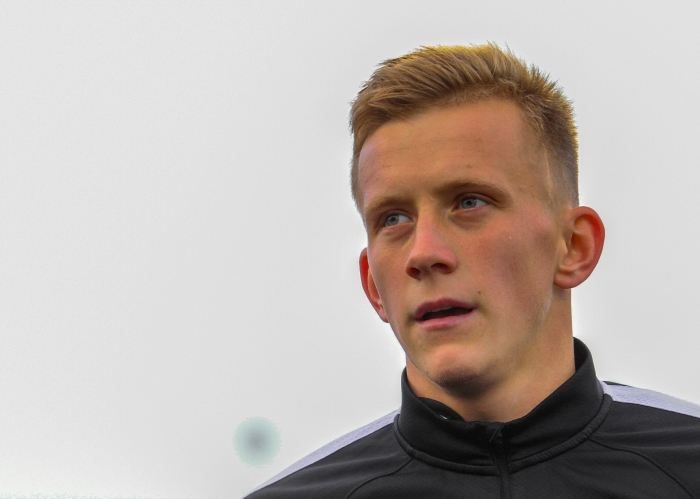
2017-ben

Petrjak utánpótláskorú játékosként a kijevi DJuSzS-15 (15. sz. Gyermek és Ifjúsági Sportiskola) és a Piddubnij Olimpiai Kollégium színeiben játszott. 2011 júliusában írt alá a Zorja Luhanszkhoz, tizenhét éves korában. 2011. október 2-án debütált az ukrán élvonalban; a Sahtar elleni bajnokin a 62. percben csereként állt be. A szezon hátralevő részében többnyire a korosztályos csapatban kapott lehetőséget az időközben a kiesésé ellen küzdő és edzőt is váltó klubnál.
2012 augusztusában, a 2012-2013-as szezon előtt megsérült, emiatt a teljes őszi idényt ki kellett hagynia. A tavaszi szezon elején tért vissza a csapatba, azt követően pedig meghatározó tagjává vált a csapatnak. A 2014-2015-ös szezon végéig 53 tétmérkőzésen négyszer volt eredményes a Zorjában, azonban ezt követően sérülés miatt kikerült a csapat keretéből és 2016 februárja után nem lépett pályára a bajnokságban.
2016. február 8-án vált hivatalossá, hogy a következő szezontól a Sahtar Doneck játékosa lesz. A 2016-2017-es idényt kölcsönben a Zorjában töltötte. 2017 nyarán a Sahtar csapatának tagja lett, a 2017-2018-as szezonban 14 bajnokin egy gólt ért el a klub színeiben. A Sahtar Doneckkel bajnok és kupagyőztes volt, valamint pályára lépett a Bajnokok Ligájában is.

#### Ferencvárosi TC
2018 nyarán a Ferencváros vette kölcsön a következő szezonra. Alapembere lett a zöld-fehér csapatnak, teljesítményére több európai klub is felfigyelt, 2019 márciusában a belga FC Bruges érdeklődött iránta, miután az addig 23 bajnoki mérkőzésén hat gólt és tíz gólpasszt szerzett. Bajnoki címet nyert a Ferencvárossal, 2019 májusában a Videoton érdeklődött iránta.

#### MOL Fehérvár FC
2019. május 17-én hivatalossá vált, hogy a következő szezontól a MOL Vidi FC játékosa lesz.
2020. február 22-én a Zalaegerszeg elleni 4–1-re megnyert hazai mérkőzésen 13 percen belül mesterhármast lőtt.
2022. augusztus 4-én lőtte első nemzetközi kupagólját az Európa-konferencialiga selejtezőjének 3. fordulójában a moldovai Petrocub Hincesti ellen 5–0-ra megnyert hazai mérkőzésen. 2019 és 2022 között 128 tétmérkőzésen 28 gólt szerzett és 26 gólpasszt adott.

#### Sahtar Doneck
2022 augusztusában visszatért korábbi klubjához. 2024 augusztusában kölcsönbe került a Csornomorec Odesza csapatához, ahol 2024. augusztus 26-án, a Livyi Bereh elleni mérkőzésen debütált.

### A válogatottban
Többszörös ukrán utánpótlás-válogatott, 2016 óta tagja a felnőtt válogatottnak.

#### Mérkőzései az ukrán válogatottban
| #  | Dátum              | Ellenfél    | Eredmény | Kiírás              | Esemény |
| -- | ------------------ | ----------- | -------- | ------------------- | ------- |
| 1. | 2016. március 24.  | Ciprus      | 1 – 0    | barátságos mérkőzés | 46'     |
| 2. | 2016. október 6.   | Törökország | 2 – 2    | Vb-selejtező        | 82'     |
| 3. | 2016. november 15. | Szerbia     | 2 – 0    | barátságos mérkőzés | 46'     |
| 4. | 2018. március 27.  | Japán       | 2 – 1    | barátságos mérkőzés | 90+2'   |
| 5. | 2018. október 10.  | Olaszország | 1 – 1    | barátságos mérkőzés | 73'     |

## Sikerei, díjai
Sahtar Doneck
- Ukrán bajnokság: 2017–18
- Ukrán kupa: 2017–18

 Ferencvárosi TC
- Magyar bajnok: 2019[17]

 Fehérvár FC
- Magyar labdarúgó-bajnokság ezüstérmes: 2019–20
- Magyar labdarúgó-bajnokság bronzérmes: 2020–21